# 小林三喜男
小林 三喜男（こばやし みきお、1934年3月30日 - 2013年8月11日）は、日本の政治家。新潟県中魚沼郡津南町長（5期）。

## 略歴
- 1934年（昭和9年）- 3月30日、津南町に生まれる。
- 1955年（昭和30年）- 法政大学短期大学部商経科中退。
- 1958年（昭和33年）- 芦ケ崎農協指導部勤務。
  - 津南町農業共済組合勤務。
- 1967年（昭和42年）- 津南町議会議員（一期）
- 1971年（昭和46年）- 津南町役場に入職。
  - 開発課長、農政課長、建設課長などを歴任。
- 1986年（昭和61年）- 退職。
- 1990年（平成2年）- 津南町長当選（一期）
- 1994年（平成6年）- 津南町長当選（二期）
- 1998年（平成10年）- 津南町長当選（三期）
- 2002年（平成14年）- 津南町長当選（四期）
- 2006年（平成18年）- 津南町長当選（五期）
- 2010年（平成22年）- 任期満了により退任。 
  - 津南町森林組合長に就任。
- 2013年（平成25年）8月11日 - 津南町内にて死去。享年79。

## 著書
- 『「農を以て」自律をめざす町・津南―町民と職員がひらく豊かな農村』（2004/08/15 出版）自治体研究社 ISBN 9784880374185